# 外字
外字（日语： gaiji），在中文信息处理中是指给定字符集之外的汉字。源自日语的“表外汉字”（日语： hyōgai kanji）。与用表音文字書寫的语言不同，在东亚表意文字系统如中文漢字、日文漢字中，没有固定数量的字符集。一般字符集只含有8,000到15,000的常用字，另外数万个非常用字、生僻字，往往没有在各国的标准中给予编码。另外一个情况是异体字：一个表意文字（汉字）在不同的历史时期、地域产生了不同的字形，而一些地名、人名等专有名詞必须要使用传统的写法，需要使用这些冷僻字形，造成了生僻字问题，日语中称为问题。

## 内字
而内字是与外字相对的概念。